# Saint-Santin-Cantalès
Pour les articles homonymes, voir Saint-Santin (homonymie).
Saint-Santin-Cantalès est une commune française située dans le département du Cantal, en région Auvergne-Rhône-Alpes.

## Géographie

### Situation
La commune de Saint-Santin-Cantalès, traversée par le 45e parallèle nord, est de ce fait située à égale distance du pôle Nord et de l'équateur terrestre (environ 5 000 km).
| Cros-de-Montvert     | Arnac                 | Saint-Illide |
| Rouffiac             | Saint-Santin-Cantalès |              |
| Montvert Laroquebrou | Nieudan               | Saint-Victor |

### Hydrographie
L'Etze prend sa source sur la commune et draîne la majeure partie des eaux pluviales de la commune. Elle rejoint la Maronne au nord dans la retenue du barrage d'Enchanet.

### Climat
Pour des articles plus généraux, voir Climat d'Auvergne-Rhône-Alpes et Climat du Cantal.
En 2010, le climat de la commune est de type climat océanique altéré, selon une étude du CNRS s'appuyant sur une série de données couvrant la période 1971-2000. En 2020, Météo-France publie une typologie des climats de la France métropolitaine dans laquelle la commune est exposée à un climat de montagne ou de marges de montagne et est dans la région climatique Ouest et nord-ouest du Massif Central, caractérisée par une pluviométrie annuelle de 900 à 1 500 mm, maximale en automne et en hiver.
Pour la période 1971-2000, la température annuelle moyenne est de 10 °C, avec une amplitude thermique annuelle de 15,5 °C. Le cumul annuel moyen de précipitations est de 1 255 mm, avec 12,6 jours de précipitations en janvier et 7,9 jours en juillet. Pour la période 1991-2020, la température moyenne annuelle observée sur la station météorologique de Météo-France la plus proche, sur la commune de Saint-Privat à 17 km à vol d'oiseau, est de 10,7 °C et le cumul annuel moyen de précipitations est de 1 324,6 mm,. Pour l'avenir, les paramètres climatiques de la commune estimés pour 2050 selon différents scénarios d'émission de gaz à effet de serre sont consultables sur un site dédié publié par Météo-France en novembre 2022.

## Urbanisme

### Typologie
Au 1er janvier 2024, Saint-Santin-Cantalès est catégorisée commune rurale à habitat très dispersé, selon la nouvelle grille communale de densité à 7 niveaux définie par l'Insee en 2022.
Elle est située hors unité urbaine. Par ailleurs la commune fait partie de l'aire d'attraction d'Aurillac, dont elle est une commune de la couronne,. Cette aire, qui regroupe 85 communes, est catégorisée dans les aires de 50 000 à moins de 200 000 habitants,.

### Occupation des sols
L'occupation des sols de la commune, telle qu'elle ressort de la base de données européenne d’occupation biophysique des sols Corine Land Cover (CLC), est marquée par l'importance des forêts et milieux semi-naturels (60,3 % en 2018), une proportion sensiblement équivalente à celle de 1990 (60,6 %). La répartition détaillée en 2018 est la suivante : 
forêts (58,8 %), prairies (33,6 %), zones agricoles hétérogènes (5,3 %), milieux à végétation arbustive et/ou herbacée (1,5 %), zones urbanisées (0,7 %). L'évolution de l’occupation des sols de la commune et de ses infrastructures peut être observée sur les différentes représentations cartographiques du territoire : la carte de Cassini (XVIIIe siècle), la carte d'état-major (1820-1866) et les cartes ou photos aériennes de l'IGN pour la période actuelle (1950 à aujourd'hui).

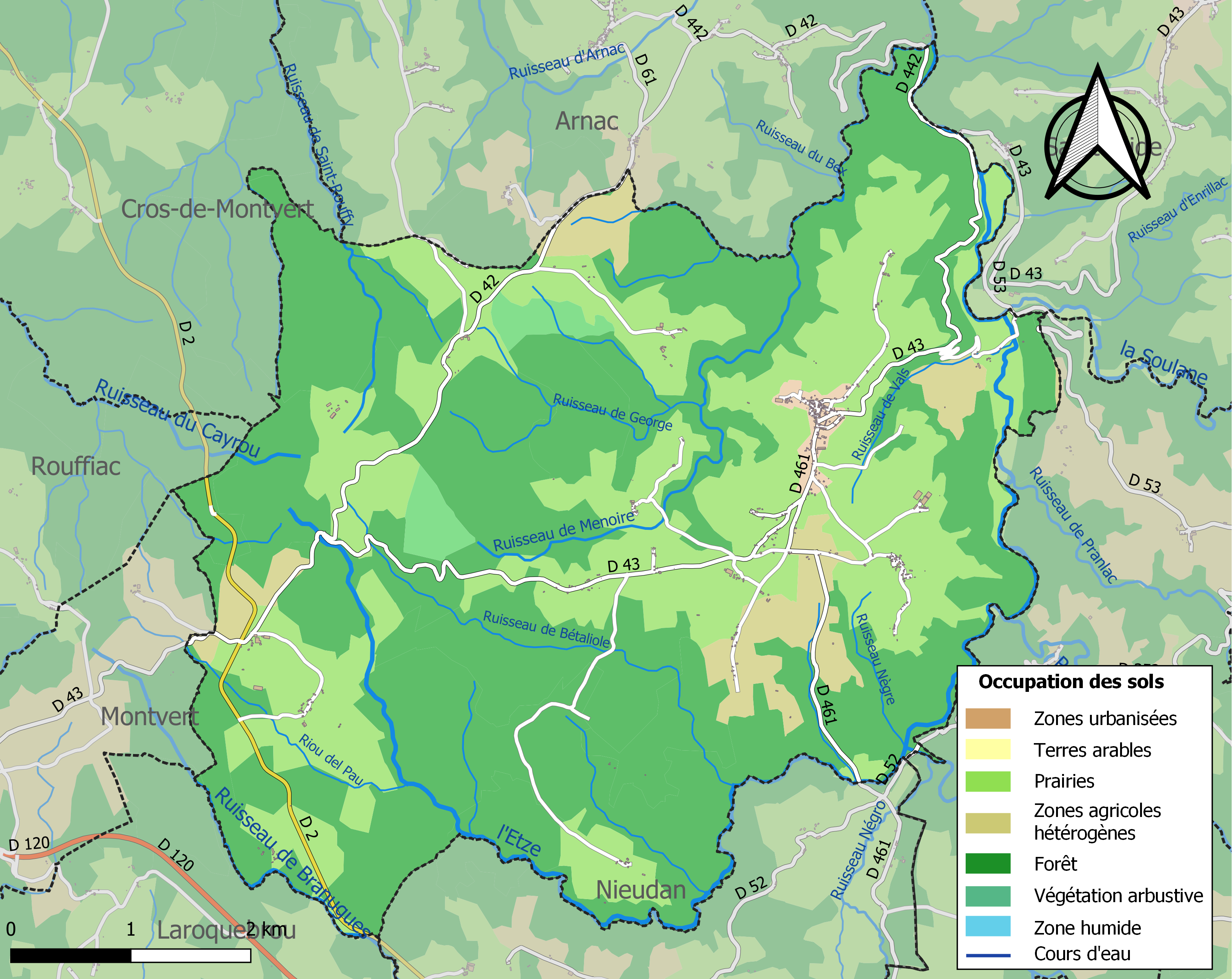
Carte des infrastructures et de l'occupation des sols de la commune en 2018 (CLC).

### Habitat et logement
En 2018, le nombre total de logements dans la commune était de 228, alors qu'il était de 216 en 2013 et de 211 en 2008.
Parmi ces logements, 60,9 % étaient des résidences principales, 24,4 % des résidences secondaires et 14,7 % des logements vacants. Ces logements étaient pour 97,3 % d'entre eux des maisons individuelles et pour 2,7 % des appartements.
Le tableau ci-dessous présente la typologie des logements à Saint-Santin-Cantalès en 2018 en comparaison avec celle du Cantal et de la France entière. Une caractéristique marquante du parc de logements est ainsi une proportion de résidences secondaires et logements occasionnels (24,4 %) supérieure à celle du département (20,4 %) et à celle de la France entière (9,7 %). Concernant le statut d'occupation de ces logements, 83 % des habitants de la commune sont propriétaires de leur logement (78 % en 2013), contre 70,4 % pour le Cantal et 57,5 pour la France entière.
| Typologie                                               | Saint-Santin-Cantalès | Cantal | France entière |
| ------------------------------------------------------- | --------------------- | ------ | -------------- |
| Résidences principales (en %)                           | 60,9                  | 67,7   | 82,1           |
| Résidences secondaires et logements occasionnels (en %) | 24,4                  | 20,4   | 9,7            |
| Logements vacants (en %)                                | 14,7                  | 11,9   | 8,2            |

## Toponymie
Saint-Santin (Sanctinus ou Saintin) (270-356), tire son nom d’un disciple de saint Denis de Paris.

## Politique et administration
| Période                                  | Période                    | Identité         | Étiquette | Qualité |
| ---------------------------------------- | -------------------------- | ---------------- | --------- | ------- |
| Les données manquantes sont à compléter. |                            |                  |           |         |
| 1983                                     | mars 1989                  | André Contensou  |           |         |
| 1989                                     | avril 2014                 | Charles Espalieu | DVD       |         |
| avril 2014                               | En cours (au 30 mars 2021) | Alain Espalieu   | DVD       | Employé |

## Population et société

### Démographie

#### Évolution démographique
L'évolution du nombre d'habitants est connue à travers les recensements de la population effectués dans la commune depuis 1793. Pour les communes de moins de 10 000 habitants, une enquête de recensement portant sur toute la population est réalisée tous les cinq ans, les populations de référence des années intermédiaires étant quant à elles estimées par interpolation ou extrapolation. Pour la commune, le premier recensement exhaustif entrant dans le cadre du nouveau dispositif a été réalisé en 2005.

En 2022, la commune comptait 285 habitants, en évolution de −6,86 % par rapport à 2016 (Cantal : −1,08 %, France hors Mayotte : +2,11 %).
| 1793  | 1800  | 1806  | 1821  | 1831  | 1836  | 1841  | 1846  | 1851  |
| ----- | ----- | ----- | ----- | ----- | ----- | ----- | ----- | ----- |
| 1 103 | 1 153 | 1 101 | 1 204 | 1 375 | 1 140 | 1 068 | 1 067 | 1 115 |

| 1856  | 1861  | 1866  | 1872  | 1876 | 1881 | 1886 | 1891 | 1896 |
| ----- | ----- | ----- | ----- | ---- | ---- | ---- | ---- | ---- |
| 1 112 | 1 043 | 1 067 | 1 022 | 968  | 919  | 953  | 941  | 875  |

| 1901 | 1906 | 1911 | 1921 | 1926 | 1931 | 1936 | 1946 | 1954 |
| ---- | ---- | ---- | ---- | ---- | ---- | ---- | ---- | ---- |
| 804  | 811  | 814  | 707  | 757  | 713  | 657  | 647  | 577  |

| 1962 | 1968 | 1975 | 1982 | 1990 | 1999 | 2005 | 2006 | 2010 |
| ---- | ---- | ---- | ---- | ---- | ---- | ---- | ---- | ---- |
| 533  | 486  | 374  | 344  | 302  | 316  | 328  | 336  | 318  |

| 2015 | 2020 | 2022 | - | - | - | - | - | - |
| ---- | ---- | ---- | - | - | - | - | - | - |
| 307  | 294  | 285  | - | - | - | - | - | - |

#### Pyramide des âges
La population de la commune est relativement âgée. En 2018, le taux de personnes d'un âge inférieur à 30 ans s'élève à 27,2 %, soit un taux comparable à la moyenne départementale (27,0 %). À l'inverse, le taux de personnes d'un âge supérieur à 60 ans (39,1 %) est supérieur au taux départemental (35,5 %).
En 2018, la commune comptait 156 hommes pour 147 femmes, soit un taux de 51,49 % d'hommes, supérieur au taux départemental (48,87 %).
Les pyramides des âges de la commune et du département s'établissent comme suit :
| Hommes | Classe d’âge | Femmes |
| ------ | ------------ | ------ |
| 0,7    | 90 ou +      | 0,7    |
| 11,3   | 75-89 ans    | 11,9   |
| 25,8   | 60-74 ans    | 28,0   |
| 21,9   | 45-59 ans    | 21,7   |
| 12,6   | 30-44 ans    | 11,2   |
| 15,2   | 15-29 ans    | 8,4    |
| 12,6   | 0-14 ans     | 18,2   |

| Hommes | Classe d’âge | Femmes |
| ------ | ------------ | ------ |
| 1,2    | 90 ou +      | 3,1    |
| 10,1   | 75-89 ans    | 13,5   |
| 22,9   | 60-74 ans    | 22,6   |
| 21,8   | 45-59 ans    | 20,5   |
| 16,1   | 30-44 ans    | 15,2   |
| 13,8   | 15-29 ans    | 11,9   |
| 14,2   | 0-14 ans     | 13,3   |

## Culture locale et patrimoine

### Lieux et monuments

#### Lieux remarquables
- Tilleul géant planté à l'initiative de Sully (ministre d'Henri IV) au début du XVIIe siècle, l'arbre se situe sur la place du village.
- Mine de galène argentifère et aurifère de Cazaret, découverte en 1835, exploitée sur une longueur de 100 à 120 mètres et de faible profondeur, suspendue en 1839 à la suite d’un amincissement ou d’une interruption du gite,  les recherches reprendront en 1846 mais  hélas interrompues la même année sans donné de résultats. D'autres masses voisines, celles du bois de Féniès et du moulin du Cazaret, de Pruns et de Parieu, analogues à la précédente, mais d'une moindre richesse et d'une moindre puissance, ont donné lieu aussi à quelques travaux pendant la même période.
- Tombeau d’Eugène Malvezin, sépulture du cheminot devenu botaniste Eugène Malvezin décède le 2 novembre 1900. On peut admirer le tombeau depuis le bois de Mansergues, mais l’accès en est difficile. De loin, mais surtout de la D43, face au bois, on pouvait encore distinguer l’endroit, il était formé d’un bouquet de hauts pins dominant tous les autres arbres. Malheureusement, depuis les grosses tempêtes de 1982 et 1989 qui ont détruit le bouquet de pins qui permettait de situer l’emplacement du tombeau, la plupart des pins ont été déracinés et la première clôture de barbelés, écrasée par ces derniers. Restent encore la clôture en fer forgé, toujours intacte, ainsi que le tombeau. Mais par manque d’entretien, la végétation a repris possession du site et il est aujourd’hui très difficile de trouver le tombeau.

#### Monuments

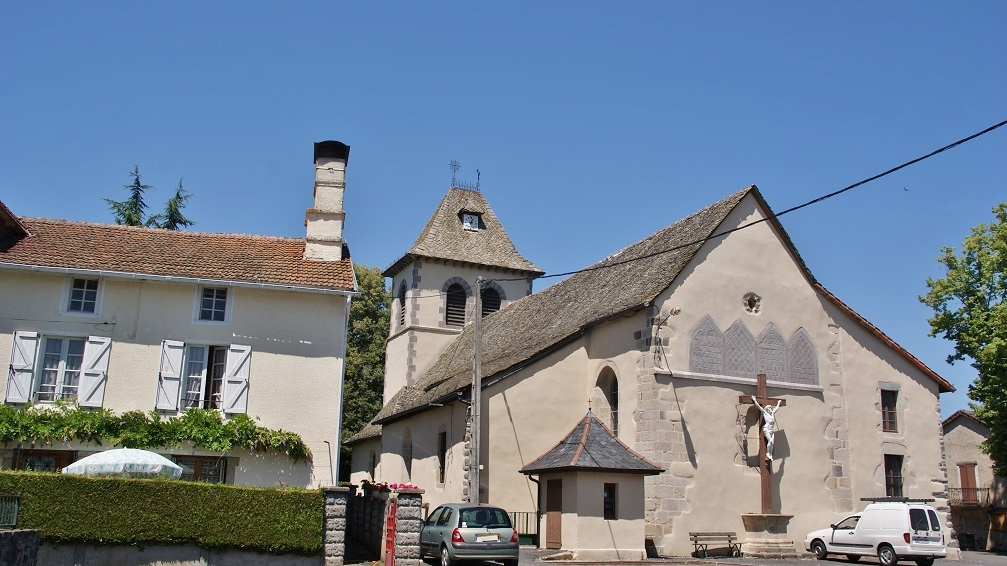
Chevet de l'église Sainte-Anne de Saint-Santin-Cantalès.

- Église de style Byzantine dédiée à Saint-Santin, elle dépendait d'un riche prieuré qui remontait au XIIe siècle. Il fut incendié, ainsi que l'ancienne église et une partie du bourg par les huguenots. Les archives mentionnent un souterrain dont l'existence a été confirmée par les fouilles faites aux environs. L’église compte deux œuvres qui sont classées comme monuments historiques[18] :
  - une statue représentant la Vierge à l'Enfant en bois polychrome, datant du XVIe siècle ;
  - un ensemble comprenant un autel, un retable, un tableau et trois statues de la fin du XVIIIe siècle.
- Château de Pruns, Hugues de Mazeroles, damoiseau, en fit hommage, en 1325, à Géraud de Montai, baron de Laroquebrou. Pons de St-Cristophe en était seigneur en 1510, Nicolas de Pralatétait possesseur de Pruns en 1463. Christophe d'Alhars, en 1470, en 1487, Jean de Boussac, seigneur de Pruns, épousa Raymonde de Leygonie, leur fils habitait Pruns en 1727. Ce fief passa, par donation, à la famille de Leygonie, qui fit reconstruire le château presque en entier, en 1769.
- Château de Vals (ISMH), possédé par les familles de Tournemire puis Dubois, racheté au XIXe siècle par Jean-Baptiste Rames qui restaure cet édifice abîmé par sa transformation en ferme.
- Château de La Barrière, joli château situé à l'est du bourg; il fut bâti en 1408, par un sieur Jean Barrière, notaire à Saint-Santin-Cantalès. Antoine de Gasq fut seigneur de la Barrière en 1460. Jean, son fils, n'ayant pas d'enfants, maria sa sœur Marguerite , en 1546, à noble Jean de la Salle, et lui porta la Barrière en dot Louis de la Salle, en 1694, servait à l'arrière-ban pour Jean de Sannac de Montlausy, avec chevaux et équipage. Il entra dans l'escadron des gentilshommes d'Auvergne, commandé par le comte de Chavagnac.